# Kołysz mnie
Kołysz mnie – dwupłytowy album koncertowy Martyny Jakubowicz wydany w 1992 roku.
Nagrania uzyskały status złotej płyty.

## Lista utworów

### CD 1
1. „Karczma na moście” (M. Jakubowicz – A. Jakubowicz) – 5:03
2. „Żagle tuż nad ziemią” (M. Jakubowicz – M. Kłobukowski) – 4:50
3. „Stara taśma na moim grundigu” (M. Jakubowicz, R. Rękosiewicz – A. Jakubowicz) – 3:42
4. „Młode wino” (M. Jakubowicz – M. Kłobukowski) – 6:03
5. „Kiedy będę starą kobietą” (M. Jakubowicz – A. Jakubowicz) – 2:51
6. „Siła złości; post miłości” (M. Jakubowicz – A. Jakubowicz) – 6:11
7. „Puste miejsce po obrazku na ścianie” (M. Jakubowicz – A. Jakubowicz) – 4:48
8. „I wtedy właśnie” (M. Jakubowicz – A. Jakubowicz) – 3:39
9. „Dom zachodzącego słońca” (M. Jakubowicz – A. Jakubowicz) – 3:57
10. „Ardżuna i Kriszna” (M. Jakubowicz – A. Jakubowicz) – 6:11

### CD 2
1. „W domach z betonu nie ma wolnej miłości” (M. Jakubowicz – A. Jakubowicz) – 4:36
2. „Rosa taka sama od lat” (M. Jakubowicz – A. Jakubowicz) – 3:39
3. „Ludzie błądzą” (M. Jakubowicz, R. Rękosiewicz – J. Barański) – 4:39
4. „Gdyby nie nasz fart” (M. Jakubowicz – A. Jakubowicz) – 4:25
5. „Wróżba nie służba” (M. Jakubowicz – M. Kłobukowski) – 3:18
6. „Wschodnia wioska” (M. Jakubowicz – A. Jakubowicz) – 5:13
7. „Wiedza jest grzechem” (M. Jakubowicz – A. Jakubowicz) – 4:11
8. „Baby w Meksyku” (M. Jakubowicz, R. Rękosiewicz – A. Jakubowicz) – 5:21
9. „Kretyni i osły” (M. Jakubowicz – A. Jakubowicz) – 3:01
10. „Wokół strażniczych wież” (B. Dylan – A. Jakubowicz – polskie słowa) – 3:45
11. „Chodź i usiądź obok mnie (Kołysz mnie)” (M. Jakubowicz, R. Rękosiewicz – M. Jakubowicz) – 5:24
12. „Chcę Ci dać trochę wiary w cud (Kołysanka dla Misiaków)” (M. Jakubowicz, A. Nowak – A. Jakubowicz) – 4:50

## Muzycy
- Martyna Jakubowicz – śpiew, gitara
- Krzysztof Głuch – instrumenty klawiszowe
- Aleksander Korecki – flet, saksofon
- Jerzy Piotrowski – perkusja
- Mateusz Pospieszalski – saksofon
- Rafał Rękosiewicz – banjo, gitara, instrumenty klawiszowe
- Andrzej Rusek – gitara basowa
- Wojciech Waglewski – gitara